# Sostratos von Knidos
Sostratos von Knidos (altgriechisch Σώστρατος ὁ Κνίδιος) war ein Architekt aus Knidos in Kleinasien, im 4. und 3. Jahrhundert v. Chr.
Er gilt als Erbauer des von Ptolemaios I. in Auftrag gegebenen Leuchtturms von Alexandria, eines der Sieben Weltwunder der Antike.
Als das Bauwerk seiner Vollendung entgegensah, verbot König Ptolemaios II. ihm, seinen Namen auf dem Bauwerk zu hinterlassen. Stattdessen sollte eine Weiheinschrift zu Ehren Ptolemaios’ I. als Bauherr angebracht werden. Sostratos hat – so Strabon – die unten genannte Inschrift in riesigen Lettern in die seeseitige Wand des Unterbaus schlagen und mit Blei ausgießen lassen. Darüber wurde eine Feinmörtelschicht aufgetragen, in die Sostratos dann die vom König gewünschte Inschrift einprägen ließ, möglicherweise mit ähnlichem Wortlaut. Im Laufe der Jahre fiel die Mörtelschicht ab, und Sostratos' Name erschien auf dem Bauwerk. Die Inschrift am Leuchtturm lautete:
| Griechisch                  | Übersetzung                              |
| --------------------------- | ---------------------------------------- |
| ΣΩΣΤΡΑΤΟΣ ΔΕΞΙΦΑΝΟΥ ΚΝΙΔΙΟΣ | SOSTRATOS, DEXIPHANES’ [SOHN] AUS KNIDOS |
| ΤΟΙΣ ΘΕΟΙΣ ΣΩΤΗΡΣΙΝ         | DEN RETTENDEN GÖTTERN                    |
| ΥΠΕΡ ΤΩΝ ΠΛΩΙΖΟΜΕΝΩΝ        | IM NAMEN DER SEEFAHRENDEN [ERRICHTET]    |

Möglicherweise hat Sostratos nicht das ganze Bauwerk den „rettenden Göttern“ (gemeint war Ptolemaios und seine Gemahlin Berenike I.) gewidmet, sondern nur die Götterfigur des Poseidon auf der Spitze der Laterne.
Sostratos war nach Lukian von Samosata unter Ptolemaios II. Philadelphos weiter tätig. Er baute strategische Ableitungskanäle des Hauptnilkanals nach Memphis zur Einnahme der gegen Ptolemaios kämpfenden Stadt. Bereits vorher hatte er Bauwerke zur Erbauung und Erholung errichtet: ein Terrassenheiligtum der Aphrodite von Knidos mit Dachgarten (altgr. Κρεμαστὰ στοὰ Ἀφροδίτης Κνιδίης, lat. pensilis ambulatio Aphroditae Cnidiae) nach Vorbild der Hängenden Gärten von Babylon sowie Versammlungs- und Erholunghäuser in Delphi.